# Sugár Tímea
Sugár Tímea (Pécs, 1977. október 21. –) válogatott magyar kézilabdakapus. Jelenleg a CYEB-Budakalász kapusedzője.

## Pályafutása
Hatodikos korában kezdett el kézilabdázni, 13 évesen már a Pécsi Lepke igazolt játékosa volt. Első NB I-es mérkőzését 1994-ben, 17 évesen játszotta a Pécsi MSC színeiben.
Ezt követően Kiskunhalason és Debrecenben játszott, majd 1999-től a Ferencváros kapuját védte 251 mérkőzésen. A Fradival két alkalommal lett bajnok.
2000-ben Réunion szigetén, Franciaország ellen debütált a magyar válogatottban.
Ugyancsak 2000-ben tagja volt a Romániában Európa-bajnok magyar válogatottnak.
A 2004-2005-ös bajnokságot már a fehérvári Cornexi-Alcoa csapatának kapujában folytatta. A fehérváriakkal megnyerte a 2004-2005-ös kiírású EHF-kupát.
2006-ban egy Brazília elleni barátságos mérkőzésen térdszalag-szakadást szenvedett. Bár 9 hónapos rehabilitáció után visszatért a pályára, továbbra is komoly fájdalmakkal küzdött, ezért orvosainak a tanácsára 2007-ben visszavonult az aktív kézilabdázástól.
2003-ban végzett a Pécsi Tudományegyetem testnevelő-tanár szakán. Szakdolgozatának címe: A kézilabda kapus felkészítése és értékelése a hazai élvonalban.
Visszavonulása után a fehérvári klub utánpótlásánál, illetve a felnőtt csapat kapusedzőjeként is dolgozik. Napjainkban több klubnál is a saját kapusképzési módszerét tanítja Sugár Kapusképzés név alatt.
2018-ban megjelent első szakmai könyve, "Sugár Kézilabda Kapusmódszer I. – Átlövések védésére irányuló technikák gyűjteménye" címmel.

## Sikerei
- NB I:
  - Győztes: 1999-2000, 2001-2002
  - Ezüstérmes: 2000-2001, 2002-2003
  - Bronzérmes: 2003-2004
- Magyar Kupa:
  - Győztes: 2000-2001, 2002-2003
  - Ezüstérmes: 2005-2006
  - Bronzérmes: 2001-2002, 2003-2004
- EHF-bajnokok ligája:
  - Ezüstérmes: 2001-2002
- EHF-kupa:
  - Győztes: 2004-2005
- Női kézilabda-Európa-bajnokság:
  - Győztes: 2000
- Női kézilabda-világbajnokság:
  - Ezüstérmes: 2003
  - Bronzérmes: 2005